# 加蓬LGBT权益
女同性恋，男同性恋，双性恋和跨性别（LGBT）人群在加蓬面临着许多法律和社会方面的挑战。加蓬男性和女性的同性性行为非法，同性伴侣無法获得与异性恋夫妻相同的法律保护。
2008年12月，加蓬共同提议并签署了关于聯合國性傾向與性別認同議題的无约束力的联合国宣言，呼吁将全球同性恋者非罪化，是签署该宣言的6个非洲国家之一。2011年，加蓬在人权理事会中投票反对南非提议的题为“人权，性取向和性别认同”的决议。
加彭政府在2019年7月，修改刑法禁止同性性行为。隔一年後，通過將同性性行為除罪化的法案。

## 有关同性性行为的法律
加蓬的同性性行为在2019年9月以前是合法的，未被定为犯罪行为。同性恋和异性恋的性行为的同意年龄均为18岁。
2019年7月，修改刑法禁止同性性行为，最高可處以6個月監禁，以及500萬非洲法郎的罰款。2020年6月23日，加彭國民議會通過將同性性行為除罪化的法案，送交參議院後於6月29日表決通過，總統並於7月7日簽署執行。

## 同性伴侣关系的承认
没有对同性伴侣的法律承认。

## 反歧视保障
没有法律保护LGBT人群免遭基于性取向的歧视。

## 生存现状
美国国务院2010年《人权报告》发现，“对女同性恋者，男同性恋者，双性恋者和跨性别（LGBT）的歧视和暴力是一个社会问题，而LGBT个人往往将自己的身份保密，以免受到社会的骚扰或歧视。”

## 概况
| 同性性行为合法                                       | 合法（自2020年） |
| 同意年龄平等（18歲）                                 | 是               |
| 反就业歧视法律                                       | 否               |
| 提供商品和服务的反歧视法律                           | 否               |
| 在所有其他领域的反歧视法律（包括间接歧视，仇恨言论） | 否               |
| 同性婚姻                                             | 否               |
| 同性伴侣关系                                         | 否               |
| 同性伴侣收养继子女                                   | 否               |
| 同性伴侣联合收养                                     | 否               |
| 同性恋军人允许公开服役                               |                  |
| 有权改变法律性别                                     |                  |
| 女同性恋试管婴儿                                     | 否               |
| 男同性恋情侣商业代孕                                 | 否               |
| 男男性接触人群（MSM）允许献血                        | 否               |